# Ньюман-Валински, Роза
Роза Ньюман-Валински (урождённая Рейзл Нейман, идиш ראָזאַ ניומאַן-װאַלינסקי‎, англ. Rosa Newman-Walinsky; 11 апреля 1888, Хотин, Бессарабская губерния — 21 мая 1953, Нью-Йорк) — американская еврейская поэтесса, скульптор. Писала на идише.

## Биография
Родилась в Хотине в бедной семье; родители — Липа (Липман) и Лифша Нейман — были очень религиозны. У неё были три брата и сестра. В семилетнем возрасте осталась без отца и воспитывалась матерью. В 1900 году эмигрировала с семьёй в Лондон, где работала на фабрике головных уборов для мужчин, училась в вечерней школе и занималась самообразованием, и в 1905 году вышла замуж. В 1912—1915 годах жила в Канаде (Торонто), затем поселилась в Нью-Йорке. Здесь начала писать стихи и заниматься скульптурой. С 1941 года была тяжело больна, но продолжала писать.
Публиковала стихи и рассказы в периодических изданиях левой направленности на идише — «Цукунфт» (Будущее), «Фрайе арбетер штиме» (Свободный рабочий голос), «Тог» (День) в Нью-Йорке; «Ди пресе» (Пресса) в Буэнос-Айресе, «Кенедер одлер» (Канадский орёл) в Монреале. В 1930-е годы вышел её роман «Ди фрой вос хот гезигт» (Женщина, которая победила), основанный на автобиографическом материале и с описанием участия автора в рабочем и профсоюзном движении в Великобритании и США. Её поэтический сборник «Тинт ун лейм» (Чернила и глина), вышедший в 1942 году в Нью-Йорке с посвящением другу семьи Мани Лейбу, включал скульптурные композиции автора, сопровождающиеся её же стихами. Провела ряд индивидуальных выставок своих скульптур. Каталог её скульптур в сопровождении стихов её мужа вышел посмертно в 1956 году.

## Семья
- Муж — Осип Валинский (настоящее имя Осип Исаакович Мелечинский; 1886, Гродно — 1973, Нью-Йорк), активист профсоюзного движения в Нью-Йорке, бундист, президент профсоюза рабочих дубильных предприятий; был редактором ряда периодических изданий на идише, публиковал стихи, рассказы, прокламации и публицистику на идише и английском языке[4][5].
  - Дочери — Анна Валинская (1906—1997)[6], художница; Эмили Валински-Рубин (1921—2006), хореограф. Сын — Луис Джозеф Валинский (1908—2001), экономист, драматург, автор книг «Economic Development in Burma 1951—1960» (1962), «The Planning and Execution of Economic Development» (1963), «Issues Facing World Jewry» (1982)[7].
    - Внук — Адам Валинский (род. 1937), спичрайтер президента Кеннеди, номинировался на пост Генерального прокурора штата Нью-Йорк[8].

## Публикации
- טינט און לײם: לידער און סקולפּטורן (тинт ун лейм: лидер ун скулптурн — черника и глина: стихи и скульптуры). Нью-Йорк: Posy-Shoulson Press, 1942. — 88 с.[9][10]
- לאַמענט און ליד (ламент ун лид — элегия и поэма). Стихи Осипа Валинского и скульптуры Розы Ньюман-Валинской. Нью-Йорк, 1956. — 101 с.[11][12]

## Галерея
- Портреты Розы Валинской с мужем (1905)
- Роза Валинская с мужем (1946)
- Надгробный памятник на Mount Carmel Cemetery (Нью-Йорк) (недоступная ссылка)